# Село-при-Панцах
Село-при-Панцах (словен. Selo pri Pancah) — поселення в общині Любляна, Осреднєсловенський регіон, Словенія. Висота над рівнем моря: 464,3 м.